# St Just in Roseland
St Just in Roseland – wieś w Anglii, w Kornwalii. Leży 38 km na wschód od miasta Penzance i 374 km na południowy zachód od Londynu.